# Цуке, Джуди
Джуди Цуке (англ. Judie Tzuke) — британская поп/рок певица.

## Биография
Родилась 3 апреля 1956 года в Лондоне в семье польских эмигрантов, сменивших по приезде в Великобританию труднопроизносимую фамилию Цуке на более простую и приемлемую Майерс. Отец, Сефтон Майерс, занимался менеджментом, вел финансовые и организационные дела многих певцов и артистов, сотрудничал, в том числе, с Эндрю Ллойдом Уэббером и Тимом Райсом во время их работы над известным мюзиклом «Иисус Христос Суперзвезда». Мать, актриса Джин Сильверсайд, снялась в нескольких фильмах и телешоу.
Джуди посещала балетную школу, писала стихи и играла на гитаре. Уже в подростковом возрасте у юной певицы сложился определённый репертуар из собственных песен, с которым она и выступала в маленьких лондонских клубах, уже под именем Джуди Цуке.

## Творчество
В 1977 году Джуди познакомилась с композитором Майком Паксоном, с которым они образовали дуэт Tzuke & Paxo. Свой первый альбом Джуди Цуке записала как самостоятельная певица, при помощи и содействии сэра Элтона Джона. Майк Паксон выступал в записи дебюта как соавтор песен, музыкант и бэк — вокалист. В таком качестве музыкант и композитор работает с Джуди Цуке по сегодняшний день.
Совместно со студией Элтона Джона Джуди записала в общей сложности 3 альбома: Welcome to the Cruise в 1979, Sports Car в 1980 и I Am the Рhoenix в 1981, а также участвовала в американском турне британского певца. В период с 1982 по 1992 году певица выпустила ещё 6 номерных альбомов, а также 2 сборника, но все они, в общем, не получили того признания, которого заслуживают. Ситуация в корне изменилась в 1992 году, когда был записан альбом «Wonderland», на записи которого принял участие Брайан Мей из Queen. Новый альбом был ориентирован на исполнительское искусство и имел тенденцию к «естественному» звучанию без разнообразных студийных трюков. Альбом получил восторженные отзывы критиков в Британии и за рубежом, а одноимённый сингл стал национальным хитом. У Джуди был тур с песнями из этого альбома, который впервые прошёл в небольших залах с интимной атмосферой, подходящей для нового, более джазового звучания её музыки.
Помимо сольного творчества, Джуди Цуке принимает активное участие в различных проектах, например поёт на альбомах Nick Kamen, на амбиентном проекте JJ Jeczalik участника Art of Noise и подпевает таким звёздам, как Rush, Gary Moore, Elton John. В 1991 году Джуди выступила вокалисткой на альбоме Томаса Андерса (экс -Modern Talking) «Whispers», который был записан с её же группой музыкантов, им она не изменяет ещё с начала 80х годов. В 2008 году в качестве приглашённой вокалистки записала 2 песни с британской трип-хоп группой Morcheeba для альбома Dive Deep.

## Семья
Певица замужем за Полом Магглтоном, они вместе более 25-ти лет, у них 2 дочери.

## Дискография
- Welcome to the Cruise (Rocket 1979)
- Sports Car (Rocket 1980)
- I Am the Рhoenix (Rocket 1981)
- Shoot the Moon (Chrysalis 1982)
- Road Noise (Live) (Chrysalis 1982)
- Ritmo (Chrysalis 1983)
- The Cat Is Out (Legacy 1984)
- Turning Stones (Рolydor 1989)
- Left Hand Talking (Columbia 1990)
- Wonderland (Essential 1992)
- Under The Angels (Big Moon 1996)
- Over The Moon (Live) (Big Moon 1997)
- Secret Agent (Big Moon 1998)
- Six Days Before The Flood (Live) (Big Moon 2000)
- Queen Secret Keeper (Big Moon 2001)
- Drive Live (Live) (Big Moon 2002)
- The Beauty Of Hindsight (Big Moon 2003)
- The End of the Beginning (Big Moon 2004)
- Songs 1 (Big Moon 2007)
- Songs 2 (Big Moon 2008)
- Moon On A Mirrorball (Wrasse 2010)
- The October Road (Big Moon 2011)
- One Tree Less (Big Moon 2011)

## сборники
- Рortfolio (A Message from Radio City (1988)
- Best of (Рolygram) Wonderland (Castle 1996)